# 컨벤션

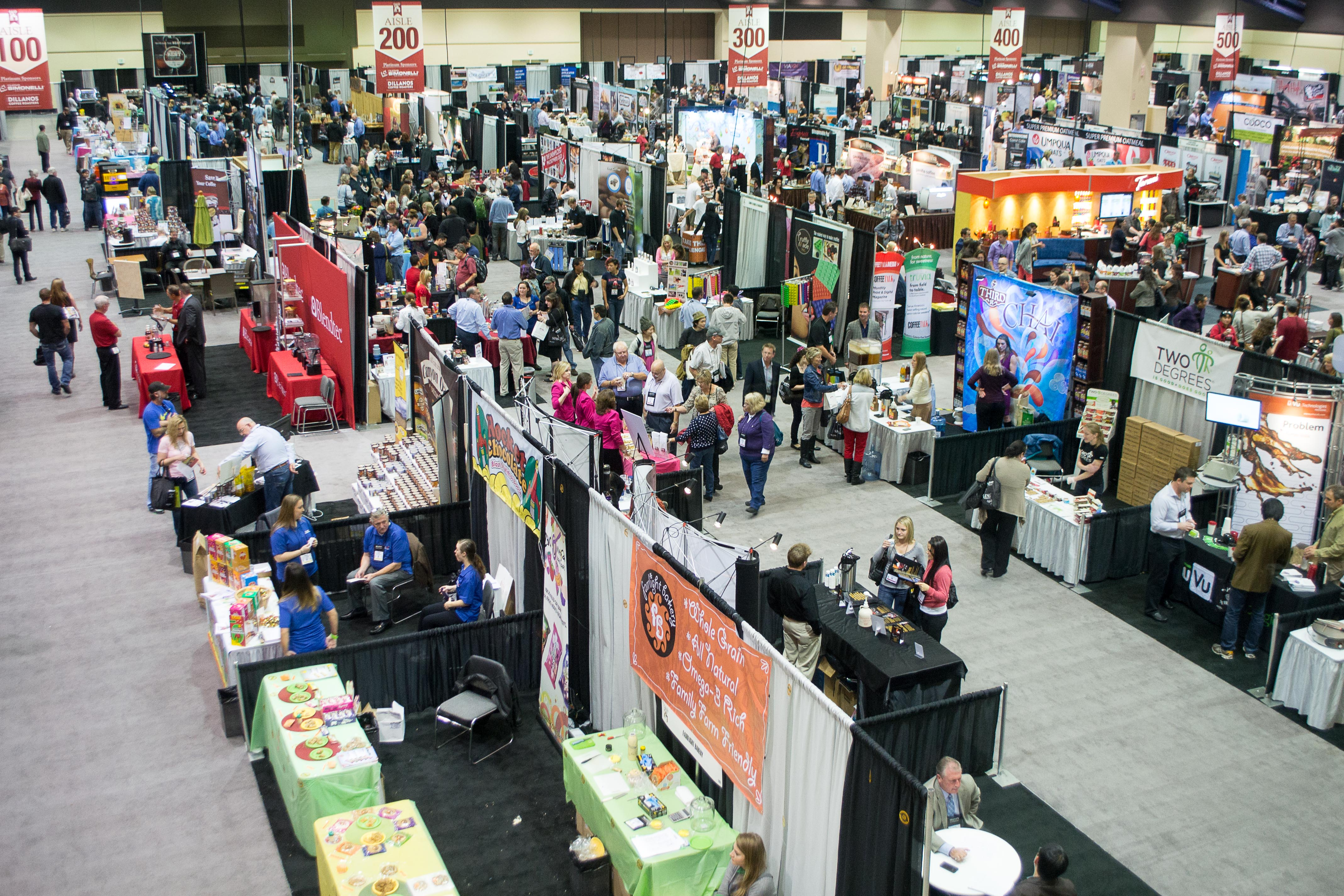

컨벤션(convention)이란 용어는 cum이라는 라틴어(together를 의미)에서 con과, 라틴어 venire(to come의 의미)에서 vene이라는 말에서 유래한 것으로 '함께 와서 모이고 참석하다'의 의미를 가지고 있다. 즉 컨벤션이란 다수의 사람들이 특정한 활동을 하거나 협의하기 위해 한 장소에 모이는 회의(meeting)와 같은 의미라 할 수 있으며 전시회를 포함하는 좀 더 포괄적인 의미로 쓰이기도 한다. 콘퍼런스(Conference)라고도 한다.

## 종류
컨벤션은 다음과 같이 크게 3가지 종류로 구분할 수 있다.
1. 국제적인 현안을 토의하기 위한 국가 간의 정부회의
2. 회원간의 교류와 정보공유를 위한 협회회의
3. 기업의 신상품 소개나 종업원들을 위한 기업회의

## 준비과정
컨벤션은 개최지 선정부터 행사개최까지 적게는 1년, 대규모 컨벤션의 경우 길게는 5~6년, 또는 그 이상의 기간이 소요되며
다음과 같은 일련의 과정을 통해 컨벤션이 개최된다.
1. 국내 관련 정부부처 및 협회/학회 등 단체에서 컨벤션 국내개최 가능성과 그에 따른 파급효과 검토
2. 해당 컨벤션 국제 본부에 유치 신청서 및 제안서 제출
3. 컨벤션 국제본부의 서류 심사
4. 서류 심사후 현장 실사
5. 경쟁 국가/도시와의 유치PT 등을 통한 경쟁
6. 개최지 선정
7. 국내 개최결정시 해당 지역 및 국내 주관 부처, 단체, 협회 등은 컨벤션 준비 (프로그램 기획, 연사섭외, 참가자 유치홍보, 회의장 조성, 의전, 등록, 숙박, 사교행사, 관광 등의 다양한 업무 준비)
8. 컨벤션 개최
9. 후일담

## 파급효과
회의 개최로 인하여 직접적으로 얻는 정보 교류 및 개최국가 및 지역의 홍보효과 및 이미지 개선, 그리고 회의관련 시설, 숙박, 교통, 기자재, 관광 등 연관 산업에 대한 파급효과가 크다.

## 같이 보기
- 학술회의
- 주주총회
- 출장 (여행)
- 코커스
- 컨벤션 센터
- 정상회담
- 심포지엄
- 세미나
- 공방